# Centrochria unipunctata
Centrochria unipunctata är en fjärilsart som beskrevs av M.Gaede 1917. Centrochria unipunctata ingår i släktet Centrochria och familjen mätare. Inga underarter finns listade i Catalogue of Life.